# نيك بيجز
نيك بيجز (بالإنجليزية: Nick Beggs)‏ هو موسيقي وعازف قيثارة بريطاني، ولد في 15 ديسمبر 1961 في Winslow, Buckinghamshire ‏ في المملكة المتحدة.

## وصلات خارجية
- الموقع الرسمي
- نيك بيجز على موقع IMDb (الإنجليزية)
- نيك بيجز على موقع ميوزك برينز (الإنجليزية)
- نيك بيجز على موقع أول ميوزيك (الإنجليزية)
- نيك بيجز على موقع ديسكوغز (الإنجليزية)
- نيك بيجز على موقع قاعدة بيانات الفيلم (الإنجليزية)